# Aethes munda
Aethes munda es una especie de polilla del género Aethes, categorizada en la tribu Cochylini, de la subfamilia Tortricinae.

## Distribución
Se distribuye por Turquía.

## Taxonomía
Fue descrita por Karisch en 2003 y publicada en (Aethes), Naturw. Beitr. Mus. Dessau 15: 126.